# محمد الجابری
محمد الجابری (انگلیسی: Mohammed Al Jabri؛ زادهٔ ۳۰ مارس ۱۹۹۱) یک بازیکن فوتبال اهل قطر است.